# Сасо Маркони
Сасо Маркони (итал. Sasso Marconi) је насеље у Италији у округу Болоња, региону Емилија-Ромања.
Према процени из 2011. у насељу је живело 6115 становника. Насеље се налази на надморској висини од 120 м.

## Становништво
Према резултатима пописа становништва 2011. у општини је живело 14.545 становника.
| 1951.  | 1961. | 1971.  | 1981.  | 1991.  | 2001.  | 2011.  |
| ------ | ----- | ------ | ------ | ------ | ------ | ------ |
| 10.180 | 8.797 | 10.281 | 12.788 | 13.295 | 13.793 | 14.545 |

## Партнерски градови
- Helston
- Sassenage
- Siderno